# Thông trắng Nhật Bản
Thông trắng Nhật Bản (danh pháp hai phần: Pinus parviflora) là một loài thông trong nhóm thông trắng (phân chi Strobus) của chi Pinus, bản địa của Nhật Bản.
Nó cao tới 15–25 m và thông thường tán lá cũng rộng như là chiều cao, tạo ra một chỏm hình nón rộng và rậm rạp. Các lá kim mọc thành chùm 5 lá, chiều dài 5–6 cm. Các quả nón dài 4–7 cm, có các vảy rộng và tròn; các hạt dài 8–11 mm, với cánh dạng dấu vết dài 2–10 mm.
Đây là loài cây phổ biến cho bonsai cũng như trong làm vườn ở các quốc gia khác.